# Le Bouffon au luth
Le Bouffon au luth est un tableau de 1623 ou 1624 actuellement conservé au musée du Louvre. Réalisé par le peintre néerlandais de Haarlem Frans Hals, il montre un acteur souriant vêtu d'un costume de bouffon et jouant du luth.

## Description
Ce tableau a été documenté par Wilhelm von Bode en 1883, Ernst Wilhelm Moes en 1909 et Hofstede de Groot en 1910, qui a écrit « 98. UN BOUFFON AVEC UNE MANDOLINE.  B. 45; M. 216.  - Demi-longueur. Un homme à demi droit, vêtu d'un costume rouge et noir. Il a les cheveux longs et porte un bonnet rouge et jaune. Sa tête est vue en pleine face ; il lève les yeux vers la gauche. De sa main droite, il touche les cordes d'une mandoline ; sa main gauche saisit le manche. Très librement manipulé. Les contrastes de chair, le rouge et le jaune du costume et les reflets dans les yeux sont particulièrement intéressants.  [Comparez 95.] Signé en haut à droite, FH ; toile, environ 29 pouces par 24. Une copie (B. 16 et M. 216) se trouve au Rijksmuseum d'Amsterdam, catalogue de 1907, n° 1093 ; elle mesure 26 pouces par 24, un peu moins que l'original. Dans la collection du baron Gustave de Rothschild, Paris. »

## Thème de baroque
Le thème d’un joueur de luth peint à mi-hauteur trouve son origine en Italie, et le peintre néerlandais Dirck van Baburen a introduit ce thème dans le nord des Pays-Bas avec son Joueur de luth de 1622. Le joueur de Baburen pointe son luth vers le spectateur, la bouche ouverte en chantant. Le joueur de Hals lève les yeux et sourit naturellement, comme s'il jouait avec un chanteur ou un autre musicien invisible. Cette peinture est un bon exemple du « style brut » de Hals consistant à peindre avec des coups de pinceau lâches. 
Une copie se trouvant actuellement dans la collection du Rijksmuseum Amsterdam est datée d'avant 1626 et est basée sur une gravure. Elle a été attribuée successivement à Hals, son frère Dirk, ou encore Judith Leyster,,. 
Hals a produit deux autres sujets de joueurs de luth :

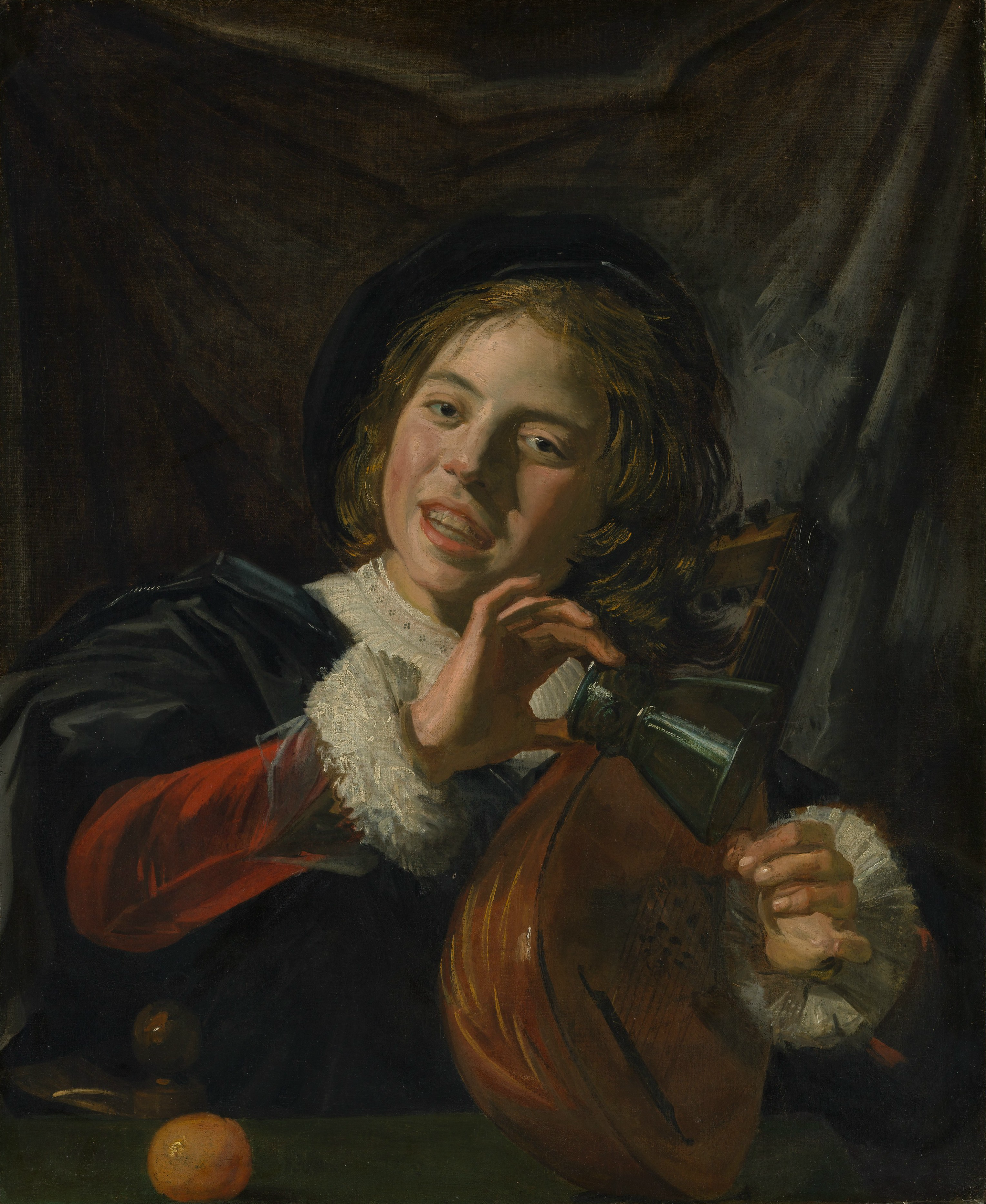
Garçon au luth
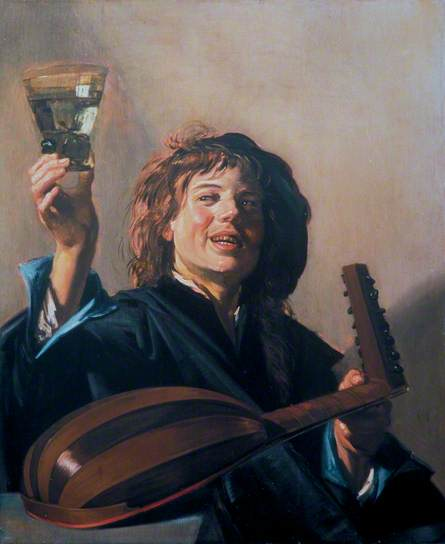
Jeune garçon avec un verre et un luth

Il n'était pas le seul peintre à être influencé par Baburen. Hendrick ter Brugghen a peint plusieurs joueurs de luth dans les années 1620, et certains d'entre eux semblent fusionner des aspects de Baburen et de Hals, bien que sa version ultérieure semble suivre Hals de plus près.

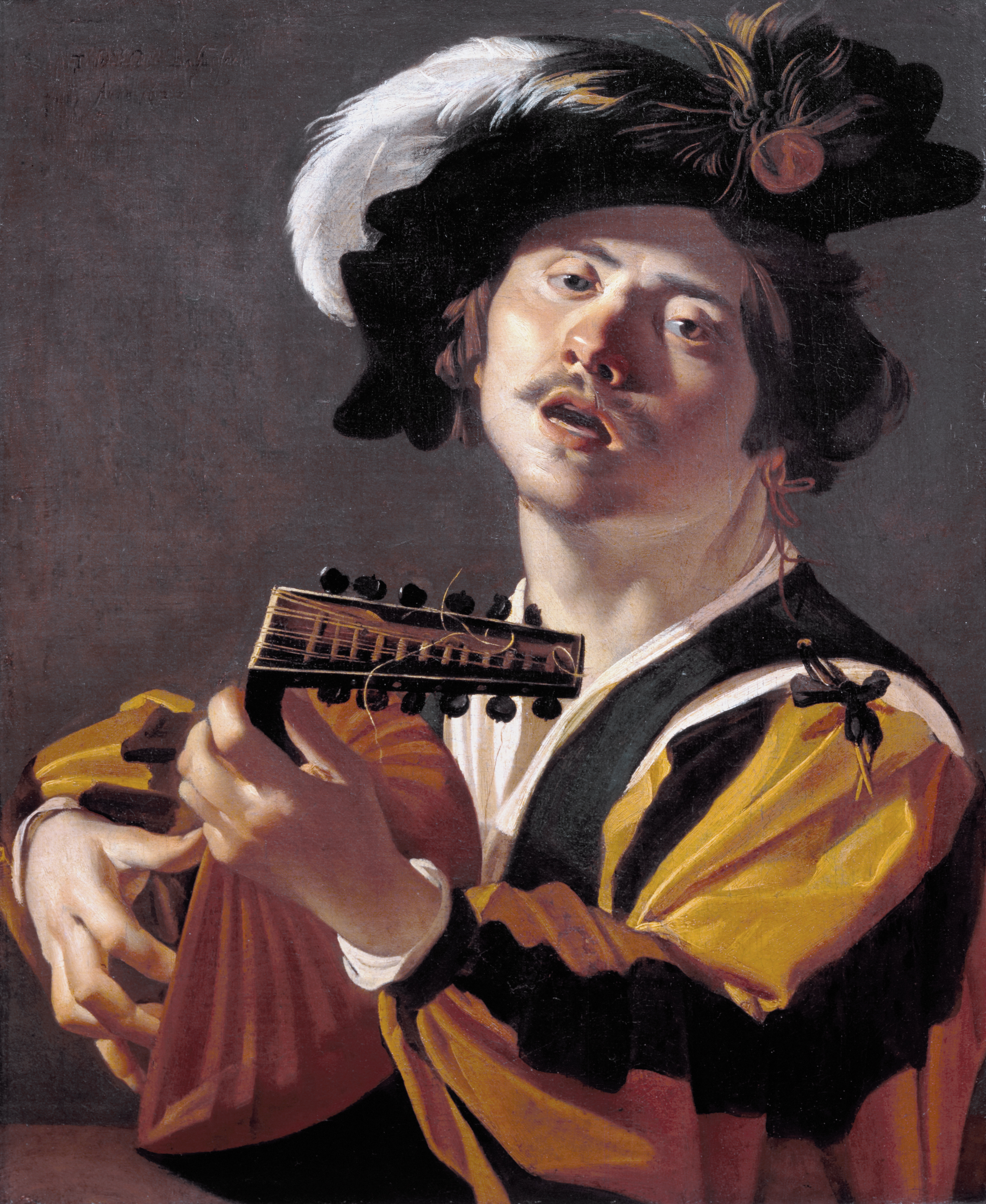
"Premier" joueur de luth de Baburen en 1622
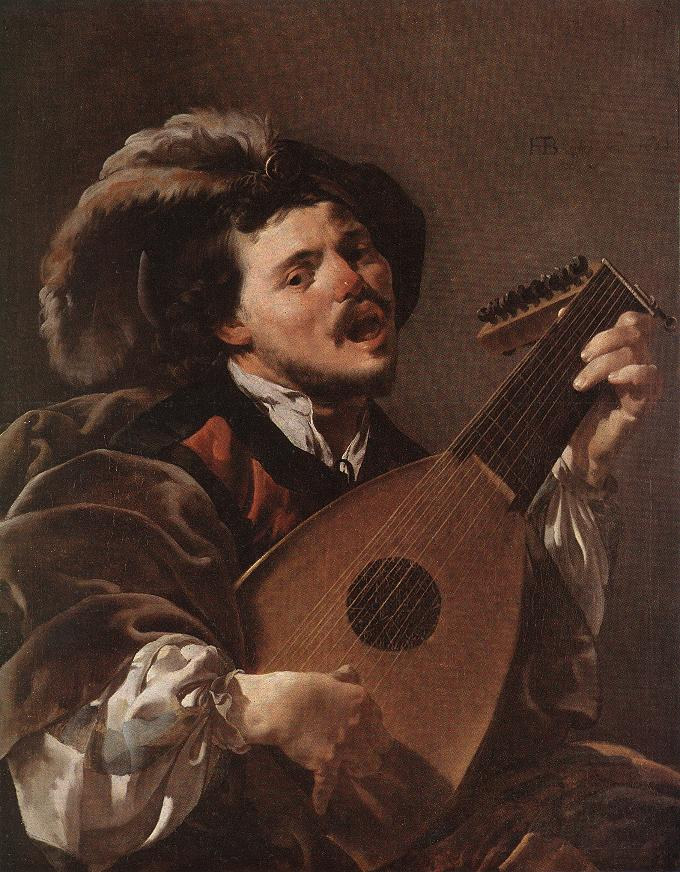
Joueur de luth par Hendrick ter Brugghen en 1624
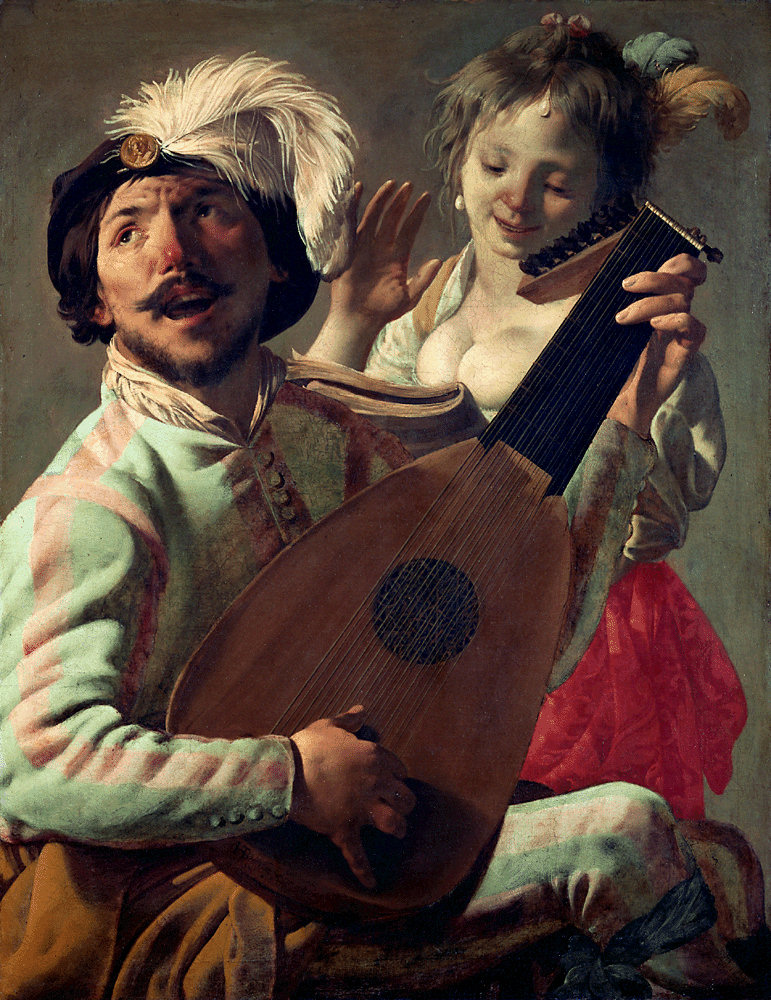
Joueur de luth par Hendrick ter Brugghen en 1628
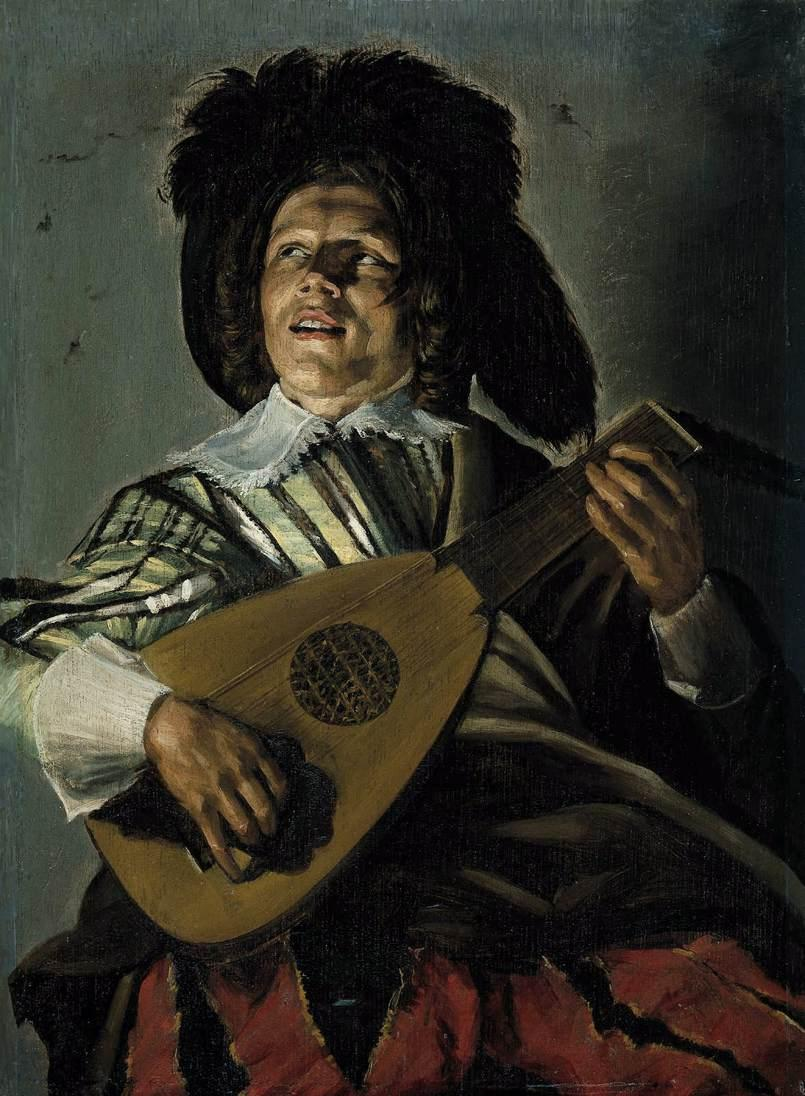
Sérénade de Judith Leyster, 1629

## Influences ultérieures
Cette peinture a été copiée par d'autres artistes, notamment par David Bailly dans son autoportrait de 1651, et par Adriaan de Lelie avec son autoportrait de 1813 avec Josephus Augustinus Brentano, y compris ce tableau au mur de la collection de Brentano. Des aspects de la peinture ont également été copiés, tels que la pose des mains et le visage souriant vers le haut, comme l’autoportrait de Jan Steen en joueur de luth souriant.

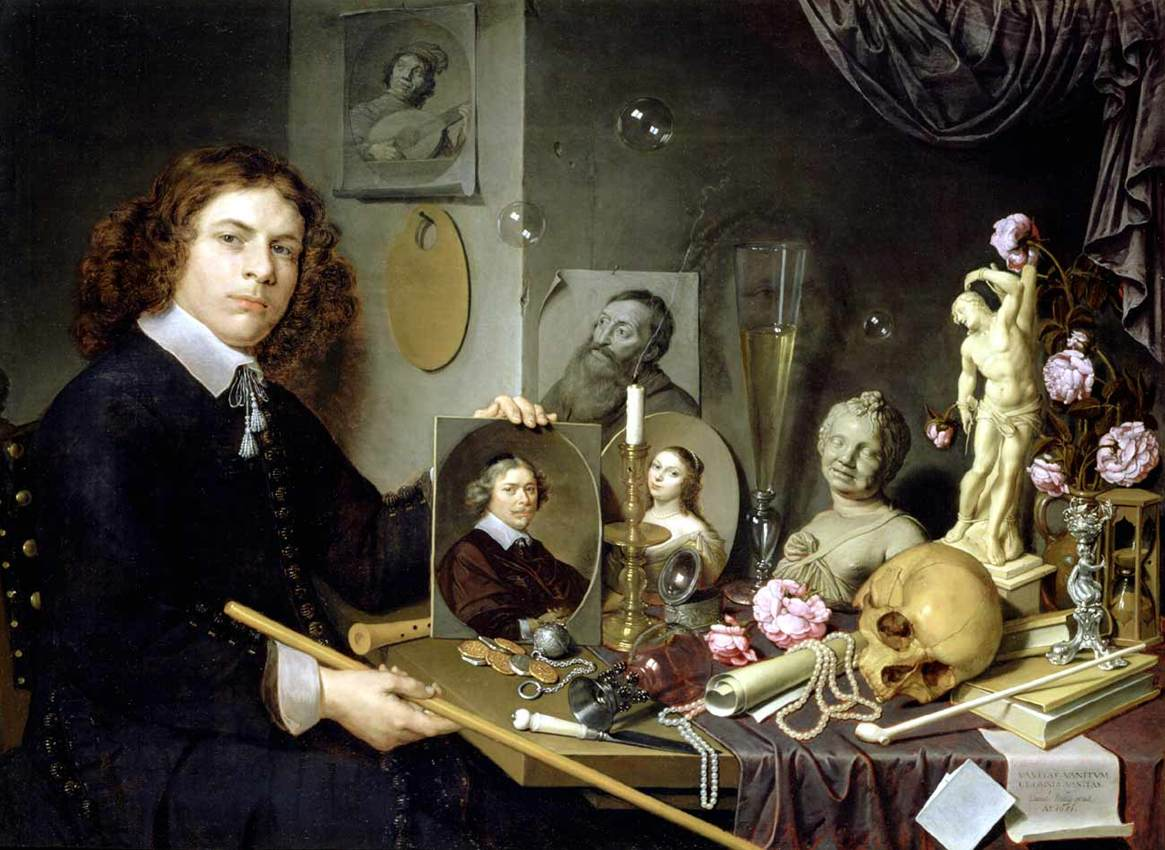
Autoportrait de David Bailly
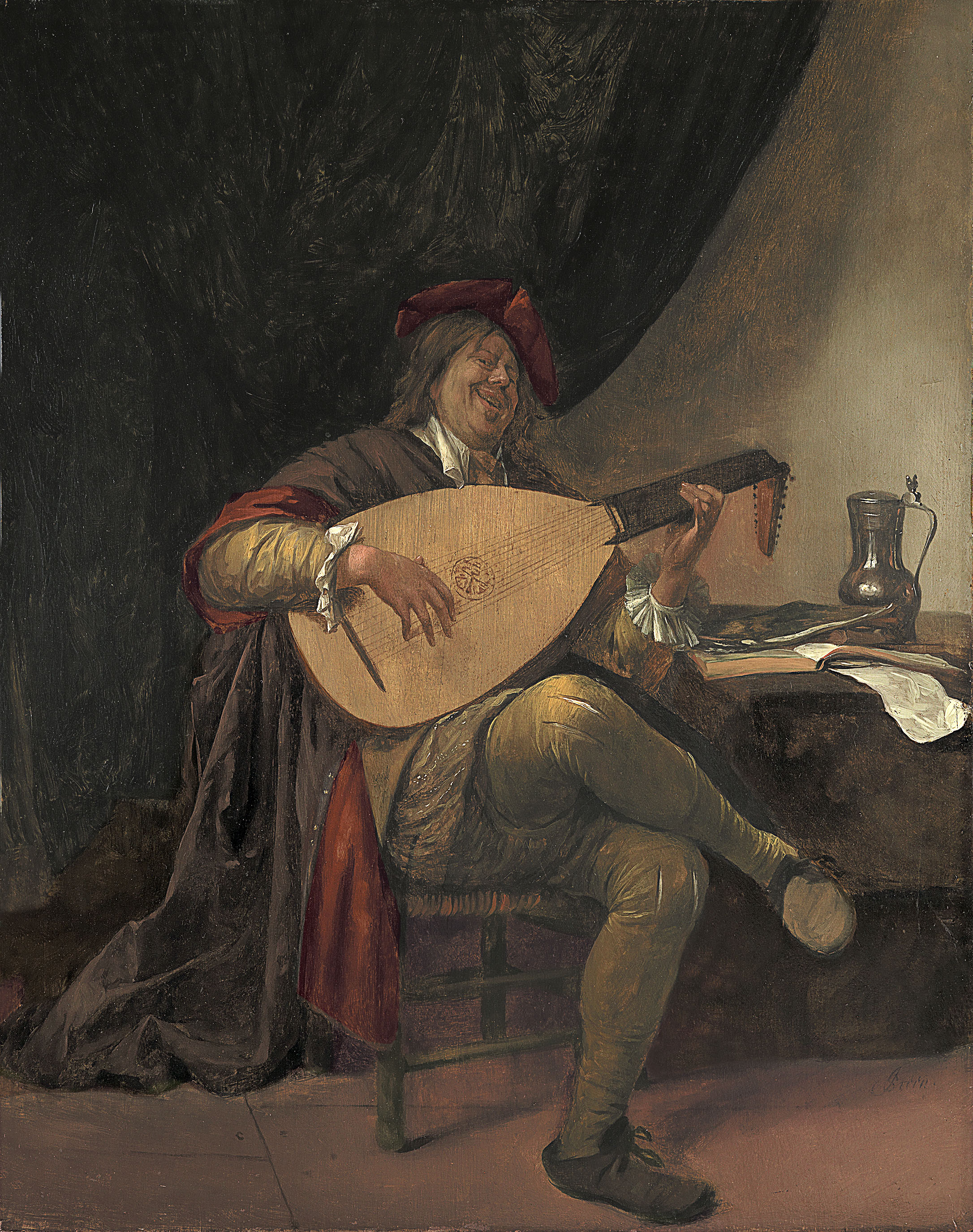
Autoportrait de Jan Steen
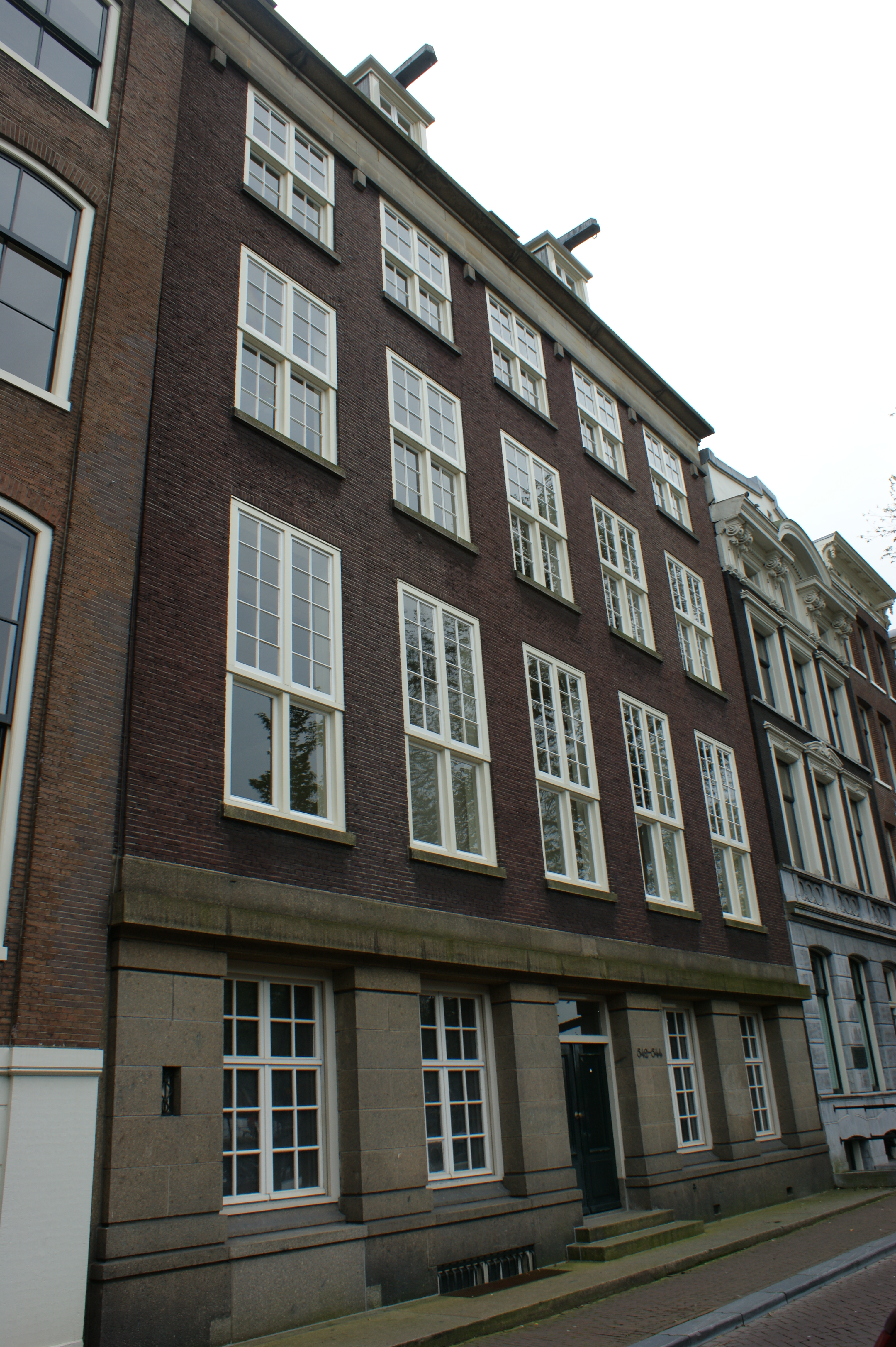
Amsterdam, Herengracht 542-544, emplacement de l'ancienne galerie du collectionneur d'art Josephus Augustinus Brentano

 Le tableau a été acheté par Gustave de Rothschild (1829–1911) en 1873 et est resté dans la famille plus d'un siècle jusqu'en 1984, quand il est entré dans les collections du musée du Louvre .